# Skaistė Verdingytė
 (août 2024).
Skaistė Verdingytė, née le 17 mars 1972 à Vilnius, est une artiste lituanienne reconnue pour ses œuvres monumentales (en) et son style distinctif, qui intègre des éléments du surréalisme, du théâtre et des traditions classiques du dessin,.

## Biographie
Skaistė Verdingytė vit et travaille actuellement à Vilnius. Sa formation artistique a débuté à l'École d'art M.K Čiurlonis (en) où elle a étudié de 1983 à 1987. Cette école prestigieuse a posé les fondations de son approche artistique, mêlant discipline technique et exploration créative,.
Parallèlement à son parcours artistique, Verdingytė a poursuivi des études supérieures à l'Université Internationale Concordia d'Estonie (en), obtenant un diplôme en droit international et de l'Union européenne entre 1997 et 2001. Elle a également étudié à la Faculté de droit de l'Université d'Helsinki dans le cadre du programme d'échange Erasmus en 1999. Ces études lui ont permis de développer une pensée structurée, influençant sa conception artistique et donnant une dimension philosophique à son travail. Par exemple, sa peinture *Chaos* (190×330 cm, acrylique sur toile, 2022) illustre cette influence par son agencement logique et ses références aux dialogues de Platon et à l'Enfer de Dante. Elle a également reçu une éducation en tant que couturière à l’École de mécanique automobile et de commerce de Vilnius de 1980 à 1990, ce qui ajoute une dimension technique à son approche créative.
Verdingytė a poursuivi sa formation artistique en participant à la Académie internationale d'été des beaux-arts de Salzbourg (de) en 2007, 2008 et 2009, où elle a suivi des cours de peinture avec l'artiste égyptien Mohamed Abla (en) et l'artiste allemand Dierk Schmidt (de). L'encouragement d'Abla a été déterminant dans sa décision de poursuivre une carrière artistique. En 2010, elle a également étudié à l'Académie d'été de Traunkirchen, en Autriche, sous la direction des artistes sino-américains Zhou Brothers (en), renforçant ainsi ses compétences en peinture monumentale,. En 2010 et 2011, elle a participé à la Fayoum Winter Academy au Fayoum Art Center (en), où elle a appris la technique de la peinture à l'encaustique de portraits avec l'artiste et archéologue britannique John Patrick O’Carroll (en).
Sur le plan communautaire, Verdingytė est membre de la "Slaptųjų piešėjų draugija" (Société secrète des dessinateurs) depuis 2006. Ce groupe rassemble des artistes créatifs qui s'appuient sur la tradition classique de l'art. Les membres comprennent des enseignants de l'Académie des arts de Vilnius et d'autres écoles d'art, ainsi que des artistes spécialisés dans la peinture murale. De 2016 à 2017, elle travaille d’ailleurs comme restauratrice d'art au Palais Pac (Pacų rūmai), employée par la société "Archeodomus". Depuis 2020, elle est également membre de l'Union des Artistes Lituaniens, où elle est active dans le département de l'art mural. Son implication dans ces organisations démontre son engagement envers la communauté artistique lituanienne et sa contribution à l'enrichissement de l'art dans le pays.

## Style et influences
Skaistė Verdingytė est une artiste dont le style distinctif plonge ses racines dans les traditions du surréalisme et du théâtre, intégrant des éléments dramatiques et symboliques dans ses compositions visuelles,. Elle s'inspire des maîtres de la Renaissance, notamment Andrea Mantegna, dont l'influence est perceptible dans sa maîtrise technique et sa sensibilité à la représentation figurative. Verdingytė est également influencée par les artistes de l'École de Ferrare, tels que Cosimo Tura et Carlo Crivelli, ainsi que par Giorgio de Chirico, dont l'approche métaphysique de l'art se reflète dans ses propres œuvres. Elle est également influencée par des artistes lituaniens comme Stasys Ušinskas (en) et Sofija Veiverytė (en). Son travail est caractérisé par des compositions complexes, où des actions de transition et de diffusion se croisent dans plusieurs plans, créant ainsi une expérience visuelle riche et multidimensionnelle pour le spectateur.
Son travail intègre des réflexions contemporaines sur l'hédonisme et l'expérience humaine dans son art. En s'inspirant du Calcul hédonique de Jeremy Bentham, elle explore comment le plaisir et la souffrance peuvent être transposés dans des compositions artistiques qui questionnent les valeurs modernes. Verdingytė utilise des éléments de son quotidien, tels que les interactions sociales et les défis personnels, pour créer des œuvres qui reflètent les tensions entre matérialisme et satisfaction intérieure. À l’inverse, elle engage son spectateur dans une démarche de réflexion picturale, où chaque œuvre devient un espace de réflexion prolongée et de sensations visuelles étendues.
Verdingytė est membre de la "Slaptųjų piešėjų draugija" (Société secrète des dessinateurs), démontrant son attachement au dessin académique et à l'exploration continue de nouvelles techniques artistiques,. Elle considère le dessin comme le fondement de l'art, servant de base à son exploration artistique. Elle s'inspire des idées d'Emmanuel Kant, qui considère la beauté comme une préparation à l'amour désintéressé et le sublime comme une invitation au respect. Verdingytė utilise le dessin pour exprimer la beauté et la grandeur, percevant cette pratique comme un moyen d'explorer la condition humaine et de refléter des récits personnels et universels. Son engagement dans des projets comme "Figura Metaphisica" illustre son approche du dessin en tant que discipline artistique essentielle, combinant technique et réflexion philosophique.
Bien que Verdingytė ait participé à des expositions telles que "MICRO nepatogi paroda", qui met en avant des œuvres de petite taille, elle est surtout reconnue pour ses créations monumentales ,. Ses compositions, telles que Miesto miražas (Mirage de la ville) et Vienatvės transformacijos (Transformations de la solitude), illustrent sa maîtrise de l'art de grande envergure . Elle participe activement à la section d'art monumental de l'Union des Artistes Lituaniens, où elle expose dans des événements dédiés à cet art. Notamment, elle a présenté ses œuvres lors de l'exposition "Forma, Spalva, Šviesa" au musée régional de Biržai "Sėla", et participe régulièrement aux expositions organisées par cette section, mettant en avant l'art monumental et les défis conceptuels qui y sont associés. Le monumentalisme (en) de son travail est accentué par la complexité de ses compositions avec, en thème central récurrent, la lévitation de figures nues suspendues dans le temps et l’espace.